# Fumie

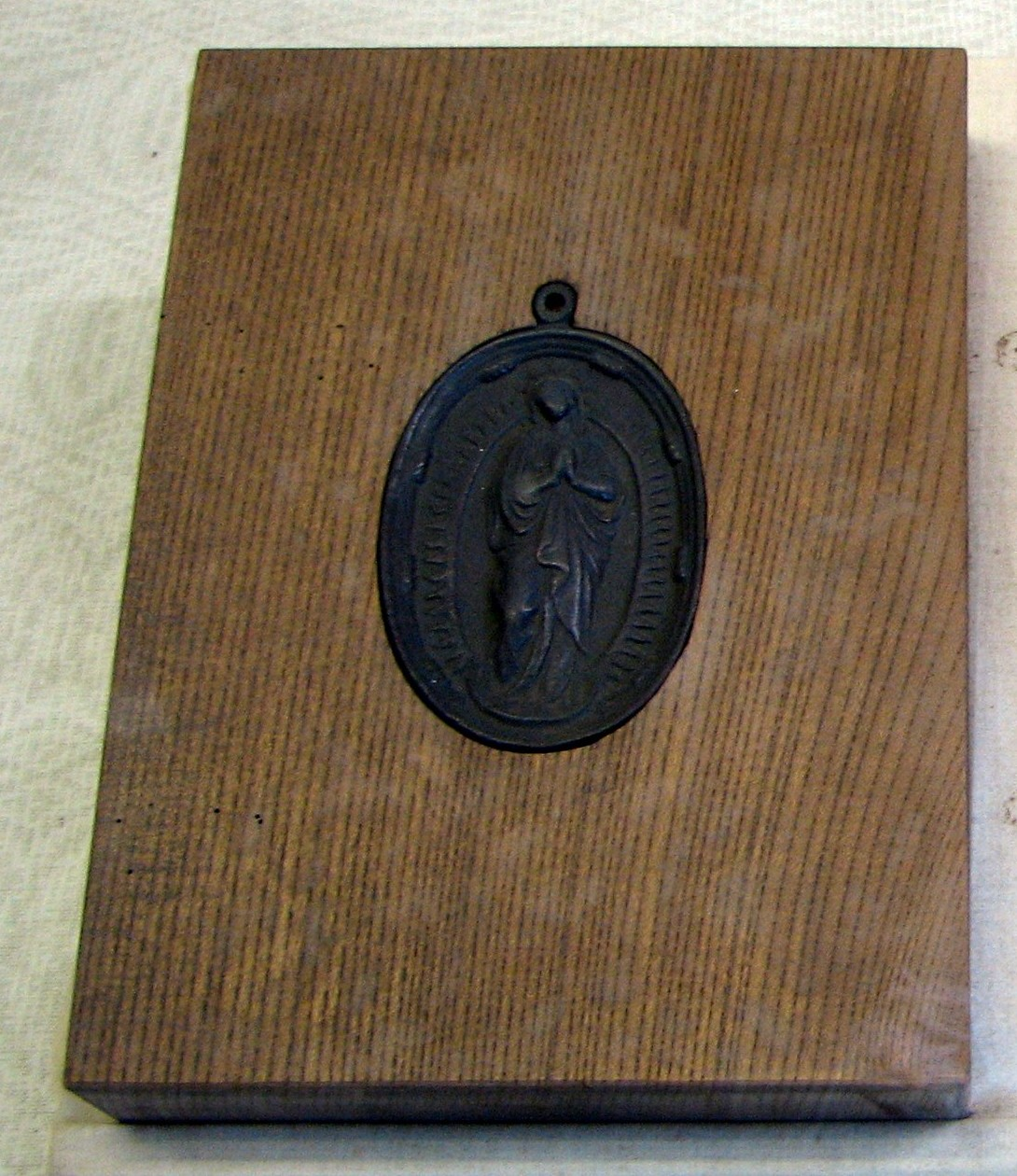
Una immagine della Vergine Maria utilizzata per smascherare i praticanti o i simpatizzanti del Cristianesimo

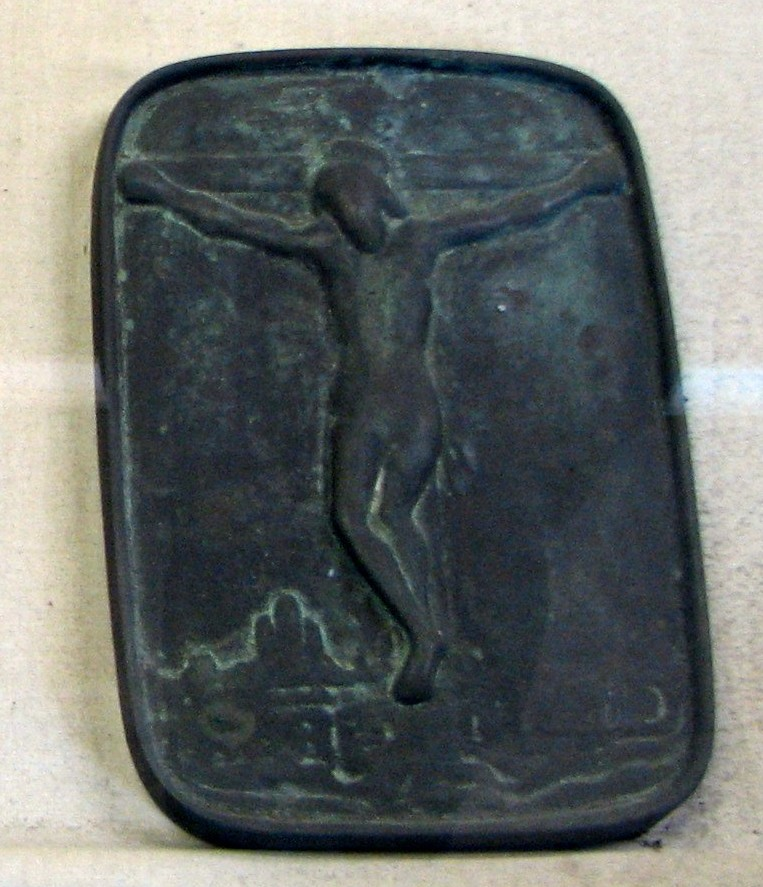
Raffigurazione di Gesù Cristo per lo stesso uso

Il fumie  (?, 踏み絵), letteralmente "calpestamento dell'immagine", dal giapponese fumi (camminare-sopra) + e (immagine), è un termine giapponese che designava il calpestamento del Crocifisso e dell'immagine della Vergine Maria da parte di un individuo al fine di dimostrare la sua estraneità o la sua abiura nei confronti del culto cristiano e riaffermare al contempo la propria fedeltà ai Tokugawa.

## Storia

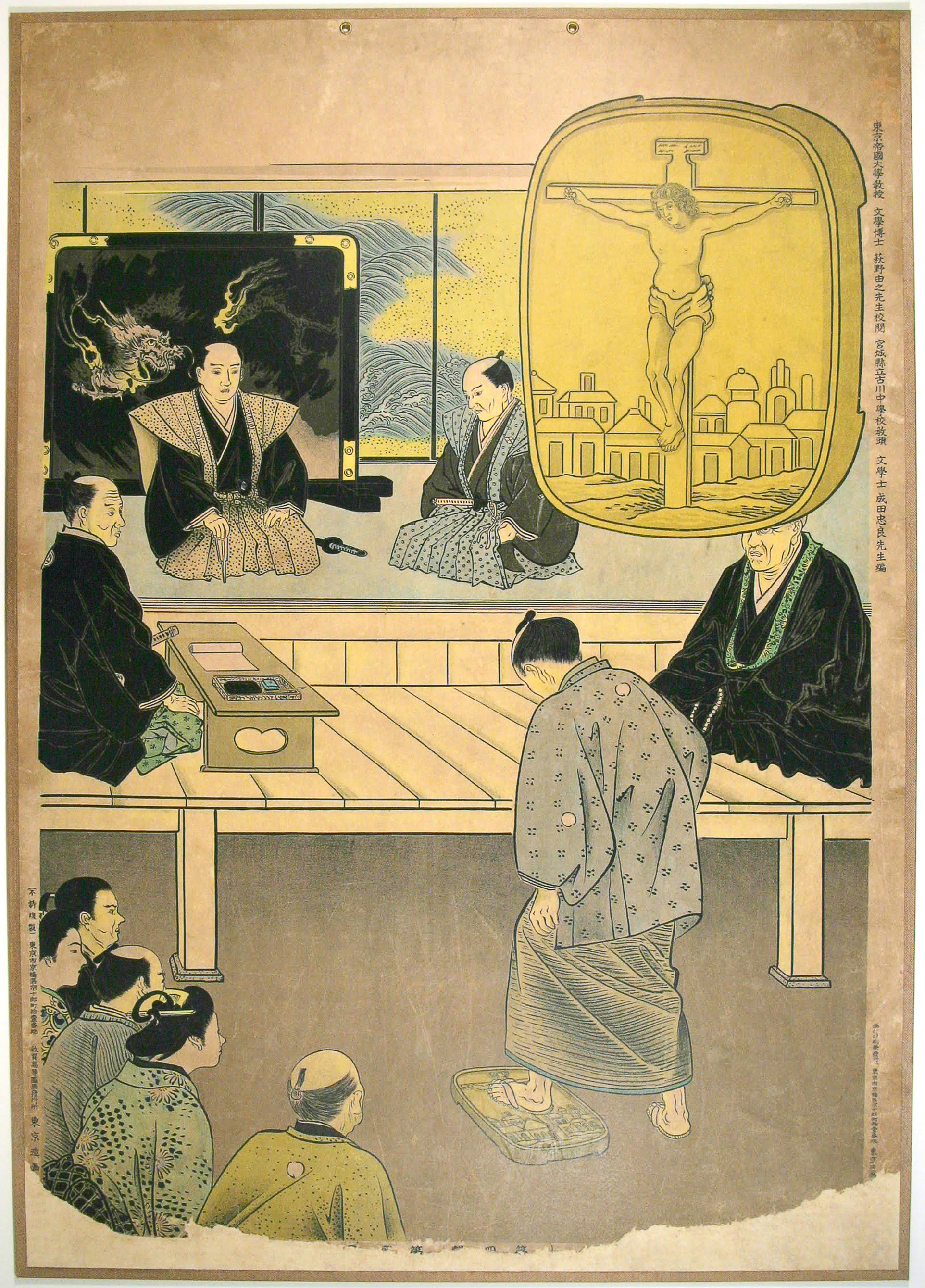
Fumie per esporre i cristiani di Tokugawa Shogunate

Era una pratica alla quale dovevano sottoporsi gli europei che si recavano in Giappone per ragioni diplomatiche e commerciali introdotta in seguito alla rivolta di Shimabara, terminata con il massacro dei cristiani e la cacciata dei missionari dall'arcipelago del Giappone. Tali forme di inquisizione erano applicate in maniera analoga anche ai sudditi giapponesi abitanti nella città di Nagasaki, nel distretto di Ōmura e nella provincia di Bungo: questi infatti erano i luoghi dove in passato il Cristianesimo aveva maggiormente attecchito ad opera dei missionari spagnoli e portoghesi e dove continuarono a sopravvivere i cosiddetti kakure kirishitan, piccoli gruppi di cristiani nascosti.
Le immagini da calpestare erano di solito in pietra scolpita o tavolette di legno stampate: molte erano di pregevole fattura e riflettevano l'alto livello artistico raggiunto dal paese durante il periodo Edo. Oggi ne sono rimaste ben poche, essendo molte di esse state distrutte oppure riciclate per altri usi una volta che ne era cessata l'utilità.
Per quanto il termine Fumie faccia ancora parte del Giapponese correntemente parlato, esso è spesso utilizzato in modo figurato per descrivere situazioni simili a quelle descritte in precedenza nelle quali, anche in contesti non religiosi, viene verificata la fedeltà di una persona ad un determinato ideale. Il termine può anche essere riferito agli strumenti o alle pratiche utilizzate per questo genere di test.

## Nella letteratura
- Nella terza parte dei Viaggi di Gulliver il protagonista sosta per breve tempo in Giappone ma riesce ad evitare di essere sottoposto al fumie.
- Il fumie è anche menzionato da Voltaire nel Candide.
- Il tema è stato trattato anche nel film Silence di Martin Scorsese.
- Libro di Shūsaku Endō "Silenzio" ed. Corbaccio da cui è stato tratto il film di Scorsese.
- Il fumie viene citato nel romanzo I mille autunni di Jacob de Zoet di David Mitchell (2011)
- Yefumi appartenenti a uomini uccisi sono alla base de Il ritorno del ronin di Dale Furutani.